# Agostina Burani
Agostina Paola Burani (Lanús, 4 ottobre 1991) è una cestista argentina con cittadinanza italiana.

## Carriera
Con l'Argentina ha disputato due edizioni dei Campionati mondiali (2010, 2018) e sette dei Campionati americani (2009, 2011, 2013, 2015, 2017, 2019, 2021).